# ヘルヴェーゲ
ヘルヴェーゲ (ドイツ語: Hellwege) は、ドイツ連邦共和国ニーダーザクセン州のローテンブルク（ヴュンメ）郡に属す町村（以下、本項では便宜上「町」と記述する）である。ザムトゲマインデ・ゾットルムを構成する町村の一つで、ヴュンメ川に面している。

## 地理

### 隣接する町村
ヘルヴェーゲは、東はアハウゼン、北はゾットルム、西はオッタースベルク、南はラングヴェーデルと境を接する。

### 自治体の構成
この町には、アウフ・デア・メーンテ、ブライテンフェルダーモーア、シュテレの集落を包含する。

## 歴史
ヘルヴェーゲは1275年に初めて文献に記録されている。

## 行政

### 議会
この町の町議会は11議席からなる。

### 紋章
この町の紋章は、ニーダーザクセンを象徴する赤い背景色に、この町の名前の由来となった旧軍用道路のヘレン・ヴェーゲ（ザントヴェーゲ）を表す白い逆斜め帯がある。銀の斜め帯の中にはヴュンメ川を意味する青い波帯が描かれている。向かって左上は、フェルデン司教領を示す銀のナーゲル十字（下端が尖った十字）。向かって右下はこの町の森を象徴する銀のオークの実。

## 経済と社会資本

### 交通
この町はアウトバーンA1号線から約5kmの距離にある。

## 引用
1. ↑  Landesamt für Statistik Niedersachsen, LSN-Online Regionaldatenbank, Tabelle A100001G: Fortschreibung des Bevölkerungsstandes, Stand 31. Dezember 2023